# Younès Houassi
Youness Hawassi, né le 25 octobre 1984 à Tétouan, est un footballeur marocain évoluant au poste d'attaquant à Youssoufia Berrechid.

## Biographie
Youness Hawassi évolue au Maroc, au Qatar, et en Libye.
Il participe au cours de sa carrière, à la Ligue des champions d'Afrique et à la Coupe de la confédération.